# Антонуччи, Антонио Бенедетто
Антонио Бенедетто Антонуччи (итал. Antonio Benedetto Antonucci; 17 сентября 1798, Субьяко, Папская область — 29 января 1879, Анкона, королевство Италия) — итальянский кардинал и папский дипломат. Апостольский интернунций в Нидерландах с 17 декабря 1831 по 17 декабря 1840. Епископ Монтефельтро с 17 декабря 1840 по 22 июля 1842. Епископ Ферентино с 22 июля 1842 по 25 июля 1844. Титулярный архиепископ Тарса с 25 июля 1844 по 5 сентября 1851. Апостольский нунций в Сардинском королевстве с 13 сентября 1844 по 5 сентября 1851. Епископ-архиепископ Анконы и Уманы с 5 сентября 1851 по 29 января 1879. Кардинал-священник с 15 марта 1858, с титулом церкви Санти-Сильвестро-э-Мартино-ай-Монти с 18 марта 1858.